# Werner Pünder
Werner Pünder (* 15. September 1885 in Trier; † 10. Juni 1973 in Rheinbach) war ein deutscher Jurist.

## Leben
Nach dem Schulbesuch studierte Pünder Rechtswissenschaften. Er beendete sein Studium mit der Promotion zum Dr. jur.
Am Ersten Weltkrieg nahm Pünder als Reserveoffizier teil. Bei Kriegsende schied er als Hauptmann der Reserve aus. Später eröffnete er eine Kanzlei in Berlin.
Als Bruder des langjährigen Staatssekretärs in der Reichskanzlei Hermann Pünder und entfernter Verwandter des Vorsitzenden der Katholischen Aktion, Erich Klausener, gehörte Pünder der katholischen Zentrumspartei an, ohne jedoch politisch hervorzutreten. Nach 1933 gehörte Pünder der Berufsstandsorganisation des Nationalsozialistischer Rechtswahrerbundes an.
1933 übernahm Pünder die Verteidigung des ehemaligen Reichstagsabgeordneten der Zentrumspartei Andreas Hermes in einem von den Nationalsozialisten inszenierten Verfahren wegen Veruntreuung. Bei dieser Gelegenheit nahm er erstmals Konfrontationsstellung zum nationalsozialistischen Staat ein.
Wenige Stunden nachdem Pünders Verwandter Erich Klausener mittags am 30. Juni 1934 im Zuge der Röhm-Affäre im Reichsverkehrsministerium, wo er seit 1933 als Ministerialdirektor tätig war, von einem SS-Mann erschossen worden war, begann das Gerücht seines gewaltsamen Endes in Berlin umzugehen: Als Klauseners Ehefrau, sein Sohn und der Pfarrer Albert Coppenrath am Nachmittag desselben Tages ins Ministerium eilten, um sich über das Schicksal Klauseners zu vergewissern, begleitete Pünder sie als Rechtsbeistand. Trotz der Unterstützung des Reichsverkehrsministers Paul von Eltz-Rübenach wurde ihnen der Zugang zu Klausener, der erschossen in seinem Büro lag, von den vor der Tür postierten SS-Wachen verwehrt. Offiziell wurde es als Selbstmord Klauseners dargestellt.
Auf Bitten von Klauseners Ehefrau begann Pünder in der Folgezeit, den Fall juristisch zu bearbeiten: Am 27. März 1935 klagte Pünder zusammen mit seinem Sozius Erich Wedell beim Landgericht Berlin gegen das Deutsche Reich, vertreten durch Adolf Hitler und das Land Preußen, auf Schadenersatz. Das Ausgleichsgesetz von 1934 regelt „besondere Nachteile, die einzelnen durch politische Vorgänge der nationalsozialistischen Erhebung zugefügt worden sind, zu Lasten der Allgemeinheit auszugleichen, soweit dieser Ausgleich nach gesundem Volksempfinden zur Beseitigung unbilliger Härten erforderlich ist“. Damit widerspricht die Anklageschrift der offiziellen Selbstmord-Darstellung ohne die direkt Verantwortlichen zu beschuldigen.
Nach dem Zweiten Weltkrieg wurde dieser Schritt immer wieder als eine herausragende Leistung praktizierten Mutes im Angesicht unrechtsstaatlicher Verhältnisse gewürdigt. Das nationalsozialistische Regime reagierte auf die Klage Pünders und Wedells, indem es die beiden Anwälte von der Geheimen Staatspolizei – deren Chef Reinhard Heydrich die Ermordung Klauseners angeordnet hatte – verhaften ließ. Beide wurden in der Folge vier Wochen lang im Hausgefängnis der Gestapo in der Prinz-Albrecht-Straße als Schutzhäftlinge festgehalten und mit Erschießung bedroht. Nach Fürsprache durch mehrere konservative Ressortminister und der schwedischen Regierung wurden die beiden am 16. Mai 1935 wieder auf freien Fuß gesetzt. Das Verfahren kam den politischen Umständen entsprechend nicht zustande.
Zu Beginn des Zweiten Weltkrieges wurde Pünder zum Wehrkreiskommando III, Berlin, einberufen. Von 1940 bis 1945 arbeitete Pünder beim Oberkommando der Wehrmacht.
Etwa im Dezember 1946 inhaftierte die sowjetische Geheimpolizei MWD Pünder im „Heikekeller“ in Berlin-Hohenschönhausen. Im Frühjahr 1947 befand er sich im Kellergefängnis Prenzlauer Allee 63. Pünder blieb bis 1953 in sowjetischer Sondereinzelhaft. Im Jahr 1954 freigelassen, trat er in die von seinem Sohn Albrecht Pünder gegründete Anwaltskanzlei ein.
Pünders Schwester war die Widerstandskämpferin Marianne Pünder. Sein jüngster Sohn Reinhard Pünder war der erste Bischof des brasilianischen Bistums Coroatá.

## Ehrungen
Die Johann Wolfgang Goethe-Universität Frankfurt am Main lobt zur Erinnerung an Werner Pünder seit 1987 regelmäßig den nach ihm benannten Werner-Pünder-Preis für wissenschaftliche Arbeiten über Freiheit und Totalitarismus aus. Der Preis erhielt 2016 eine Zustiftung der Historikerin Marie-Lise Weber, Witwe des ehemaligen Partners von Albrecht Pünder in Pünder Volhard Weber, Dolf Weber.

## Schriften
- Die Wirkungen der Erfüllungsablehnung des Konkursverwalters auf den gegenseitigen Vertrag als Folgen schuldloser Haftung. Berlin 1914. (Dissertation)